# Denis Horgan
Denis Horgan (Fermoyle, 18 maggio 1871 – Crookstown, 2 giugno 1922) è stato un pesista britannico, di nazionalità irlandese.

## Biografia
Nel 1908 prese parte ai Giochi olimpici di Londra conquistando la medaglia d'argento nel getto del peso, specialità nella quale, nel 1897, ottenne il record del mondo (con il peso da 7,25 kg, equivalenti a 16 libbre). Nel 1906 ottenne il record del mondo anche con il peso da 12,7 kg (28 libbre). In carriera vinse un totale di 42 titoli nazionali nel getto del peso: 28 irlandesi, 13 inglesi e 1 statunitense.

## Record nazionali
- Getto del peso:
  - 7,26 kg: 14,68 m  ( Queenstown, 1897)
  - 12,7 kg: 10,78 m  ( New York, 1906)

## Palmarès
| Anno | Manifestazione  | Sede   | Evento         | Risultato | Prestazione | Note |
| ---- | --------------- | ------ | -------------- | --------- | ----------- | ---- |
| 1908 | Giochi olimpici | Londra | Getto del peso | Argento   | 13,62 m     |      |

## Campionati nazionali
- 28 volte campione irlandese del getto del peso (7,26 kg)
- 13 volte campione inglese del getto del peso (7,26 kg)
- 1 volta campione statunitense del getto del peso